# Vincent Koch

a Compétitions nationales et continentales officielles uniquement.

b Matchs officiels uniquement.
Dernière mise à jour le 6 juillet 2025.
Vincent Philip Koch, né le 13 mars 1990 à Empangeni (Afrique du Sud), est un joueur de rugby à XV international sud-africain évoluant au poste de pilier droit. Il évolue avec le club du Stade français depuis 2022. Il mesure 1,85 m pour 118 kg.

## Biographie
Il obtient sa première sélection le 25 juillet 2015 comme remplaçant face à la Nouvelle-Zélande lors du Rugby Championship 2015. Il est titulaire pour son deuxième match le 8 août 2015 face à l'Argentine.
En 2016, il rejoint l'Angleterre et les Saracens. Avec eux, il remporte deux titres de champion d'Angleterre en 2018 et 2019,. Il remporte aussi la Coupe d'Europe en 2017 et 2019,.
En 2021-2022, pour le retour des Saracens dans l'élite du rugby anglais, il joue 23 matchs, dont 22 en tant que titulaire et marque trois essais. Son club est éliminé en demi-finale du Challenge européen par le RC Toulon. Cependant, en championnat il retrouve la finale de la compétition, trois ans après sa dernière, après avoir éliminé les Harlequins champions en titre. Pour cette finale face à Leicester, Vincent Koch est titulaire en première ligne, accompagné par Jamie George et Mako Vunipola et joue toute la rencontre. Finalement, les siens sont battus en toute fin de match à cause d'un drop de Freddie Burns.
Le 9 décembre 2021, Koch signe avec les Wasps un contrat de longue durée, après avoir passé six saisons aux Saracens, à partir de la saison 2022-2023. Cependant, à la suite du placement en redressement judiciaire et donc à la liquidation des Wasps le 17 octobre 2022, Koch et tous les membres du club sont donc licenciés. Il se retrouve donc sans club après n'avoir disputé qu'un unique match avec sa nouvelle équipe.
En octobre 2022, il signe en tant que joker médical au Stade français Paris, évoluant en Top 14.
En mars 2023, la franchise sud-africaine des Sharks annonce son arrivée pour la saison suivante. 

## Palmarès

### En club
- Finaliste de la Currie Cup en 2012 avec les Pumas.
- Vainqueur de la Currie Cup en 2013 avec les Pumas.

- Vainqueur du Championnat d'Angleterre en 2018 et 2019 avec les Saracens.
- Vainqueur de la Coupe d'Europe en 2017 et 2019 avec les Saracens.
- Vainqueur du Championnat d'Angleterre de 2e division en 2021 avec les Saracens.

### En équipe nationale
- Vainqueur de la Coupe du monde en 2019.
- Vainqueur du Rugby Championship 2019.

## Statistiques
Au 18 octobre 2023, Vincent Koch compte 48 capes en équipe d'Afrique du Sud, dont 11 en tant que titulaire.
Il participe à six éditions du Rugby Championship : 2015, 2016, 2018, 2019, 2021 et 2022. Il dispute dix-huit rencontres dans cette compétition.
Il participe également à une Coupe du monde (2019), durant laquelle il joue six matchs.